# پاوئو دوماگاوا
پاوئو دوماگاوا (لهستانی: Paweł Domagała؛ زادهٔ ۱۹ ژانویهٔ ۱۹۸۴) بازیگر و خواننده اهل لهستان است.
از فیلم‌ها یا برنامه‌های تلویزیونی که وی در آن نقش داشته‌است، می‌توان به فرصت دوباره، یک‌راست به دل، قانون حقیقی، پدر متیو، در خوشی و سختی، سیاره مجرد، هتل ۵۲ و ۸۰ میلیون اشاره کرد.